# Nemsky (huyện)
Huyện Nemsky (tiếng Nga: ? райо́н) là một huyện hành chính tự quản (raion), của Tỉnh Kirov, Nga. Huyện có diện tích 2168 km², dân số thời điểm ngày 1 tháng 1 năm 2000 là 10800 người. Trung tâm của huyện đóng ở Nema.